# Friedrich Hänsel
Friedrich Hänsel, também conhecido no Brasil como Frederico Haensel (?  — Rio Pardo, 1º de novembro de 1892) foi um militar, empresário e político alemão emigrado para o Rio Grande do Sul.
Imigrante brummer que veio lutar na Guerra contra Rosas, acabou por se estabelecer no Brasil.  Em setembro de 1864, era agente da linha de vapores Guahyba-Brasileira, os quais navegam regularmente entre Porto Alegre e São Leopoldo três vezes por semana.
Líder entre os colonos alemães de Santa Cruz do Sul, dono de uma empresa de navegação fluvial, foi eleito deputado provincial pouco antes da Proclamação da República.
Após a morte de Carlos von Koseritz, em 1890, passou a ser o porta-voz das colônias alemãs. Integrado ao Partido Liberal, utilizou sua habilidade como jornalista para advogar pelas ideias de Gaspar Silveira Martins, razão pela qual sofreu represália por parte dos republicanos.
Em 1º de novembro de 1892, pouco antes do início da Revolução Federalista, foram emitidas pelo governo estadual ordens de prisão contra diversos federalistas, entre eles Friedrich Hänsel. Enquanto era conduzido pela escolta policial foi morto com um tiro nas costas.